# Lysandra i-nigrum-arcuata
Lysandra i-nigrum-arcuata är en fjärilsart som beskrevs av Bright och Leeds 1938. Lysandra i-nigrum-arcuata ingår i släktet Lysandra och familjen juvelvingar. Inga underarter finns listade i Catalogue of Life.